# Hôtel de Ville - Louis Pradel
Hôtel de Ville - Louis Pradel é uma das estações terminais da Linha C do metro de Lyon e de conexão com a Linha A. Foi inaugurada em 2 de maio de 1978.

## História
Hôtel de Ville foi inaugurada em 2 de maio de 1978. A inauguração da estação coincidiu com a inauguração da Linha A e a extensão da Linha C, que já estava em operação desde 1974.

## Localização
Está localizado entre as praças Louis-Pradel e Comédie no distrito de Terreaux no 1º arrondissement de Lyon, prefeitura da região de Auvergne-Rhône-Alpes.

## Caracteríticas
O nível superior da estação abriga plataformas laterais para a Linha A. O nível inferior é utilizado como ponto terminal da Linha C. A plataforma central da Linha C contém uma série de pilares imediatamente adjacentes aos trilhos que podem bloquear as portas de saída dos trens.

## Obras de arte
A estação tem duas obras de arte colocadas nas escadas entre as plataformas da linha C e as da linha A em direção a Perrache para a primeira e em direção a Vaulx-en-Velin-La Soie para a segunda:
A primeira se chama “La danse”  realizada por Joseph Ciesla, em homenagem ao coreógrafo Oskar Schlemmer. Está colocado em um nicho logo acima da passagem, dificultando sua observação.A segunda é conhecida como “The Robots” de Alain Dettinger, e representa personagens pintados em tons de azul, supostamente representando uma multidão em espera.